# 対馬市立厳原幼稚園
対馬市立厳原幼稚園（つしましりつ いづはらようちえん, Tsushima City Izuhara Kindergarten）は、長崎県対馬市厳原町日吉にある公立幼稚園。

## 概要
歴史
1918年（大正7年）に開園。2018年（平成30年）に創立100周年を迎える。
園章

## 沿革
- 1918年（大正7年）
  - 9月1日 - 八幡宮（北緯34度12分23秒 東経129度17分21秒 / 北緯34.20639度 東経129.28917度）境内の剣武場を仮園舎とし、厳原町厳友会の会員16名が発起人となり町議会において幼稚園創立の議決を経る。
  - 10月12日 - 「厳原町立厳原幼稚園」が創立（長崎県の認可を受ける）。
  - 12月 - 厳原町今屋敷677番地（現・今屋敷公園（北緯34度12分11.6秒 東経129度17分23.8秒 / 北緯34.203222度 東経129.289944度））に美津島町加志（かし）の民家を園舎として移築。
    - 初代園長には前厳原尋常高等小学校校長の内野久策が就任。1954年（昭和29年）までは厳原小学校（尋常高等小学校・国民学校）校長の兼任が続く。
    - 保母3名を配属。当初は3組編成でのスタートであった。
- 1927年（昭和2年）3月31日 - 増築で一室が完成。廃校となった厳原第二尋常高等小学校（女児校）の一室を移築した。
- 1938年（昭和13年）4月 - 父母の会が発足（創立20周年）。
  - 当時の入園料は無料。保育料は2年年長組が1円、1年年長組が70銭、2年年少組が40銭。
  - 在籍数は松組28名、桜組48名、桃組26名、計102名。
- 1948年（昭和23年）10月12日 - 創立記念日の歌を制定（創立30周年）。
- 1952年（昭和27年）4月1日 - 児童数増加により4組編成となる（1年年長組を2組とする）。保母を4名とする。
- 1954年（昭和29年）4月1日 - 専任園長が就任。初代専任園長には厳原町立厳原中学校教諭の日高松乃が就任。
- 1955年（昭和30年）9月 - 放送設備をなす。
- 1957年（昭和32年）4月30日 - 父母の会を発展解消しPTAが発足。
- 1958年（昭和33年）9月1日 - 5組編成（教員5名）となる。教室不足のため、1室に2組を収容。
- 1961年（昭和36年）3月31日 - 木造平屋建て1室を増築。
- 1965年（昭和40年）6月3日 - 鉄骨造平屋建て2室を増築。
- 1966年（昭和41年）4月1日 - 6組編成となる。
- 1968年（昭和43年）12月6日 - 園舎改築のため八幡宮境内にプレハブ仮園舎を建てて移転。
- 1969年（昭和44年）
  - 7月31日 - 厳原町今屋敷670番地[1]（北緯34度12分11.6秒 東経129度17分15.8秒 / 北緯34.203222度 東経129.287722度）に鉄筋コンクリート造2階建ての新園舎が完成。
  - 8月26日 - 新園舎に移転。
- 1978年（昭和53年）- 児童数増加により厳原町立北幼稚園を分離・新設。
- 2004年（平成16年）3月1日 - 対馬市の発足により「対馬市立厳原幼稚園」（現園名）に改称。
- 2008年（平成20年）3月31日 - 対馬市立北幼稚園（北緯34度12分49秒 東経129度17分27秒 / 北緯34.21361度 東経129.29083度）を統合[2]。
- 2014年（平成26年）
  - 3月31日 - 対馬市立久田幼稚園（最終所在地: 対馬市厳原町久田432（北緯34度11分6.0秒 東経129度16分52.1秒 / 北緯34.185000度 東経129.281139度）を統合。
  - 4月11日 - 厳原町日吉（現在地）に新園舎が完成。開園式を挙行。

旧・久田幼稚園
- 1960年（昭和35年）
  - 2月19日 - 幼稚園設立について久田地区での関係者による協議会が開催され、2年保育の地区幼稚園を開設することが決定。
  - 4月11日 - 久田幼稚園の開園式・入園式を挙行。園長は久田小学校校長が兼任することとなる。
- 1961年（昭和36年）4月1日 - 町立移管により「厳原町立久田幼稚園」となる。
- 1971年（昭和46年）4月1日 - 正式に県の認可による町立幼稚園式となる。
- 2004年（平成16年）3月1日 - 対馬市の発足により「対馬市立久田幼稚園」に改称。
- 2014年（平成26年）3月31日 - 対馬市立厳原幼稚園への統合のため、閉園。

## 高麗門
- 国道沿いの幼稚園入口にある高麗門は同市厳原町今屋敷のビジターセンター（現対馬博物館建設地）から移設されたものである。

## アクセス
最寄りのバス停
- 対馬交通「振興局前」バス停下車後すぐ。

最寄りの国道・県道
- 国道382号

## 周辺
学校・文化施設
- 親愛こども園（親愛保育園・親愛幼稚園）
- 対馬市立厳原小学校
- 対馬市立厳原中学校
- 長崎県立対馬高等学校

官公署
- 対馬振興局
- 対馬南警察署
- 対馬市消防本部

## 参考資料
- 「厳原町教育史」（1998年（昭和47年）3月25日発行、厳原町教育委員会）
- 厳原幼稚園新園舎で開園式が行われました - 対馬市ウェブサイト